# Stefan Babinsky
Stefan Babinsky, né le 2 avril 1996, est un  skieur alpin autrichien.

## Biographie
En 2016 à Rosa Khutor il est vice-champion du monde juniors de descente.
En décembre 2018, il remporte sa première victoire en Coupe d'Europe dans le super G de Altenmarkt/Zauchensee. Il prend la 3e place du classement général de la Coupe d'Europe 2019 de super G.
En janvier 2021, il obtient son premier top-10 en Coupe du monde, en prenant une très bonne 7e place dans le super G de Kitzbühel. Il est Vice-champion d'Autriche de super G en mars 2021 à Glungezer.
En janvier et mars 2023, il obtient deux belles 4e en coupe du monde de super G à Cortina d'Ampezzo et à Aspen. Il termine 10e du classement de la coupe du monde de super G. En février il dispute ses premiers championnats du monde à Courchevel. Il y prend la 15e place du super G. En mars 2023 il devient vice-champion d'Autriche de descente.
En janvier 2024, il prend une belle 4e place dans la seconde descente de coupe du monde de Kitzbühel. Avec 5 tops-10, il termine la saison 2023-2024 à la 15e place de classement général de coupe du monde de descente et de super G.
En février 2025, il dispute ses seconds championnats du monde à Saalbach. Il y prend une belle 6e place dans le super G, ainsi que la 9e place de la descente. Avec 4 tops-10 obtenus, il termine la saison à 19e place du classement de la coupe du monde de descente et à la 21e de celui du super G. Le 11 avril 2025, il est sacré champion d'Autriche de super G.

## Palmarès

### Championnats du monde
| Édition / Epreuve        | Descente | Super G | Slalom géant | Slalom | Combiné | Combiné par équipe | Parallèle | Team event |
| Mondiaux 2023 Courchevel | 32e      | 15e     |              |        | Abandon | -                  | -         |            |
| Mondiaux 2025 Saalbach   | 9e       | 6e      |              |        | -       | Abandon            |           |            |

### Coupe du monde
- Meilleur classement général : 37e en 2024 avec  237 points.
- Meilleur classement de super G : 10e en 2023 avec 165 points.
- Meilleur classement de descente : 15e en 2024 avec  109 points.
- 85 épreuves disputées dont 13 top-10 (à fin mars 2025)
- Meilleur résultat sur une épreuve de coupe du monde de super G : 4e à Aspen le 5 mars 2023 et à Cortina d'Ampezzo le 28 janvier 2023
- Meilleur résultat sur une épreuve de coupe du monde de descente : 4e à Kitzbühel le 21 janvier 2024

#### Classements
| Saison / Épreuve | Saison / Épreuve | Général | Général | Descente | Descente | Super G | Super G | Géant  | Géant  | Slalom | Slalom | Combiné | Combiné |
| ---------------- | ---------------- | ------- | ------- | -------- | -------- | ------- | ------- | ------ | ------ | ------ | ------ | ------- | ------- |
| Saison / Épreuve | Saison / Épreuve | Class.  | Points  | Class.   | Points   | Class.  | Points  | Class. | Points | Class. | Points | Class.  | Points  |
| 2020             | 2020             | 123e    | 24      | -        | -        | 40e     | 16      | -      | -      | -      | -      | 36e     | 8       |
| 2021             | 2021             | 85e     | 61      | -        | -        | 27e     | 61      | -      | -      | -      | -      | -       | -       |
| 2022             | 2022             | 88e     | 63      | 54e      | 5        | 28e     | 58      | -      | -      | -      | -      | -       | -       |
| 2023             | 2023             | 47e     | 174     | 53e      | 9        | 10e     | 165     | -      | -      | -      | -      | -       | -       |
| 2024             | 2024             | 37e     | 237     | 15e      | 109      | 15e     | 128     | -      | -      | -      | -      | -       | -       |
| 2025             | 2025             | 39e     | 232     | 19e      | 121      | 21e     | 111     | -      | -      | -      | -      | -       | -       |

### Championnats du monde juniors
| Épreuve / Édition         | Descente | Super G | Slalom géant | Slalom | Combiné | Team event |
| Mondiaux 2020 Rosa Khutor | Argent   | 6e      | -            | -      | Abandon | -          |
| Mondiaux 2017 Åre         | 16e      | 22e     | -            | -      | -       | -          |

### Coupe d'Europe
24 top-10 dont 5 podiums et 2 victoires :

#### Classements
| Saison / Épreuve | Saison / Épreuve | Général | Général | Descente | Descente | Super G | Super G | Slalom géant | Slalom géant | Slalom | Slalom | Combiné | Combiné |
| ---------------- | ---------------- | ------- | ------- | -------- | -------- | ------- | ------- | ------------ | ------------ | ------ | ------ | ------- | ------- |
| Saison / Épreuve | Saison / Épreuve | Class.  | Points  | Class.   | Points   | Class.  | Points  | Class.       | Points       | Class. | Points | Class.  | Points  |
| 2016             | 2016             | 58e     | 141     | 16e      | 137      | 55e     | 4       | -            | -            | -      | -      | -       | -       |
| 2017             | 2017             | 79e     | 129     | 17e      | 102      | 41e     | 27      | -            | -            | -      | -      | -       | -       |
| 2018             | 2018             | 58e     | 166     | 16e      | 102      | 34e     | 29      | -            | -            | -      | -      | 15e     | 35      |
| 2019             | 2019             | 8e      | 476     | 20e      | 121      | 3e      | 305     | -            | -            | -      | -      | 10e     | 50      |
| 2020             | 2020             | 66e     | 130     | -        | -        | 9e      | 130     | -            | -            | -      | -      | -       | -       |
| 2021             | 2021             | 24e     | 253     | 19e      | 79       | 12e     | 34      | -            | -            | -      | -      | 6e      | 40      |